# Fennepark

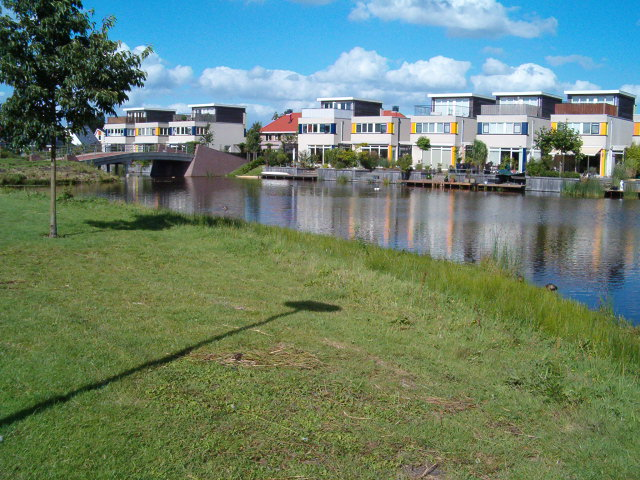
Foto vanaf de straat Waterlelie richting Kalmoes met woningen in Fennepark

Fennepark is een woonwijk in Drachten.
De bouw begon in 1996 en de postcode is 9207. De oorspronkelijke straten in de wijk zijn: Eendekroos, Kalmoes, Lisdodde, Rietpol, Waterlelie en Waterbies. Vanaf 2009 werd hier de 'Zwanenbloem' bij gebouwd.
De aanleg van het Fennepark veroorzaakte consternatie bij de lokale schaatsclub, omdat het het einde zou betekenen voor de Noorderijsbaan.